# 泰·亞歷山大·林德曼
泰·亞歷山大·林德曼（英語：Ty Alexander Lindeman，1997年8月15日—），來自艾伯塔省圣艾伯特，加拿大男子羽毛球運動員。

## 簡歷
泰·亞歷山大·林德曼來自艾伯塔省圣艾伯特，最初於皇家格萊諾拉俱樂部接受羽球訓練，後於B-Active羽球俱樂部擔任教練。
林德曼曾代表加拿大參加2014年世界青年錦標賽，2015年在泛美洲青年錦標賽獲得混合團體季軍、男單季軍、男雙與混雙亞軍。2017年贏得泛美洲錦標賽男雙亞軍；2018年，搭檔吳宛菱奪得泛美洲錦標賽混雙冠軍；2022年，隨加拿大隊贏得泛美洲團體錦標賽男子團體冠軍，並再次搭檔吳宛菱奪得泛美洲錦標賽混雙冠軍。

## 主要比賽成績
只列出曾進入準決賽的國際賽事成績：
| 年份   | 賽事                         | 公開賽級別 | 項目     | 搭檔               | 成績   |
| ------ | ---------------------------- | ---------- | -------- | ------------------ | ------ |
| 2015年 | 泛美洲青年羽毛球錦標賽       | 其他       | 混合團體 | －                 | 季軍   |
| 2015年 | 泛美洲青年羽毛球錦標賽       | 其他       | 男子單打 | －                 | 季軍   |
| 2015年 | 泛美洲青年羽毛球錦標賽       | 其他       | 男子雙打 | Austin James Bauer | 亞軍   |
| 2015年 | 泛美洲青年羽毛球錦標賽       | 其他       | 混合雙打 | Takeisha Wang      | 亞軍   |
| 2017年 | 泛美洲羽毛球錦標賽           | 其他       | 男子雙打 | Austin James Bauer | 亞軍   |
| 2018年 | 泛美洲羽毛球男女子團體錦標賽 | 其他       | 男子團體 | －                 | 冠軍   |
| 2018年 | 泛美洲羽毛球錦標賽           | 其他       | 混合雙打 | 吳宛菱             | 冠軍   |
| 2021年 | 危地馬拉羽毛球國際系列賽     | 國際系列賽 | 男子雙打 | Kevin Lee          | 冠軍   |
| 2021年 | 危地馬拉羽毛球國際系列賽     | 國際系列賽 | 混合雙打 | 吳宛菱             | 冠軍   |
| 2022年 | 泛美洲羽毛球男女子團體錦標賽 | 其他       | 男子團體 | －                 | 冠軍   |
| 2022年 | 泛美洲羽毛球錦標賽           | 其他       | 男子雙打 | Kevin Lee          | 季軍   |
| 2022年 | 泛美洲羽毛球錦標賽           | 其他       | 混合雙打 | 吳宛菱             | 冠軍   |
| 2022年 | 丹麥羽毛球大師賽             | 國際挑戰賽 | 混合雙打 | 吳宛菱             | 準決賽 |
| 2022年 | 北港羽毛球國際賽             | 國際挑戰賽 | 男子雙打 | Kevin Lee          | 準決賽 |
| 2022年 | 秘魯羽毛球國際賽             | 國際挑戰賽 | 男子雙打 | Kevin Lee          | 準決賽 |
| 2022年 | 秘魯羽毛球國際賽             | 國際挑戰賽 | 混合雙打 | 吳宛菱             | 亞軍   |
| 2022年 | 薩爾瓦多羽毛球國際賽         | 國際系列賽 | 男子雙打 | Kevin Lee          | 冠軍   |
| 2022年 | 加拿大羽毛球國際挑戰賽       | 國際挑戰賽 | 混合雙打 | 吳宛菱             | 準決賽 |
| 2023年 | 泛美洲羽毛球混合團體錦標賽   | 其他       | 混合團體 | －                 | 冠軍   |
| 2023年 | 泛美洲羽毛球錦標賽           | 其他       | 男子雙打 | Kevin Lee          | 亞軍   |
| 2023年 | 泛美洲羽毛球錦標賽           | 其他       | 混合雙打 | 吳宛菱             | 亞軍   |
| 2023年 | 墨西哥羽毛球國際挑戰賽       | 國際挑戰賽 | 混合雙打 | 吳宛菱             | 亞軍   |
| 2023年 | 危地馬拉羽毛球國際挑戰賽     | 國際挑戰賽 | 男子雙打 | Kevin Lee          | 冠軍   |
| 2023年 | 危地馬拉羽毛球國際挑戰賽     | 國際挑戰賽 | 混合雙打 | 吳宛菱             | 冠軍   |
| 2023年 | 秘魯羽毛球國際挑戰賽         | 國際挑戰賽 | 男子雙打 | Kevin Lee          | 冠軍   |
| 2023年 | 秘魯羽毛球國際挑戰賽         | 國際挑戰賽 | 混合雙打 | 吳宛菱             | 冠軍   |
| 2023年 | 泛美運動會羽毛球比賽         | 其他       | 混合雙打 | 吳宛菱             | 金牌   |
| 2023年 | 薩爾瓦多羽毛球國際賽         | 國際挑戰賽 | 男子雙打 | Kevin Lee          | 冠軍   |
| 2023年 | 加拿大羽毛球國際挑戰賽       | 國際挑戰賽 | 混合雙打 | 吳宛菱             | 準決賽 |
| 2024年 | 伊朗羽毛球國際挑戰賽         | 國際挑戰賽 | 男子雙打 | Kevin Lee          | 準決賽 |
| 2024年 | 伊朗羽毛球國際挑戰賽         | 國際挑戰賽 | 混合雙打 | 吳宛菱             | 準決賽 |
| 2024年 | 阿塞拜疆羽毛球國際賽         | 國際挑戰賽 | 混合雙打 | 吳宛菱             | 準決賽 |
| 2024年 | 泛美洲羽毛球男女子團體錦標賽 | 其他       | 男子團體 | －                 | 冠軍   |
| 2024年 | 波蘭羽毛球公開賽             | 國際挑戰賽 | 混合雙打 | 吳宛菱             | 冠軍   |
| 2024年 | 泛美洲羽毛球錦標賽           | 其他       | 混合雙打 | 吳宛菱             | 季軍   |
| 2024年 | 加拿大羽毛球國際挑戰賽       | 國際挑戰賽 | 男子雙打 | Kevin Lee          | 亞軍   |
| 2024年 | 加拿大羽毛球國際挑戰賽       | 國際挑戰賽 | 混合雙打 | Jacqueline Cheung  | 準決賽 |
| 2025年 | 泛美洲羽毛球混合團體錦標賽   | 其他       | 混合團體 | －                 | 冠軍   |
| 2025年 | 泛美洲羽毛球錦標賽           | 其他       | 男子雙打 | Kevin Lee          | 季軍   |
| 2025年 | 泛美洲羽毛球錦標賽           | 其他       | 混合雙打 | 吳宛菱             | 冠軍   |

| 2007-2017年 | 首要超級賽 | 超級賽 | 黃金大獎賽 | 大獎賽 | 國際挑戰賽 | 國際系列賽 | 未來系列賽 | 其他 |

| 2018-2026年 | 總決賽 | 超級1000賽 | 超級750賽 | 超級500賽 | 超級300賽 | 超級100賽 | 國際挑戰賽 | 國際系列賽 | 未來系列賽 | 其他 |

### 奧運會和世錦賽參賽紀錄
|          | 搭檔      | 2023 |
| -------- | --------- | ---- |
| 男子雙打 | Kevin Lee | 32強 |
|          |           |      |
| 混合雙打 | 吳宛菱    | 32強 |

## 外部連結
- 泰·亞歷山大·林德曼在世界羽球聯盟的登錄資料